# Lista över länder efter magnesiumproduktion
Detta är en lista över länder efter magnesiumproduktion (2014). Den är baserad på United States Geological Survey.
| Pos | Land         | Magnesiumproduktion (tusen ton) |
| --- | ------------ | ------------------------------- |
| —   | Världen      | 6970                            |
| 1   | Kina         | 4900                            |
| 2   | Ryssland     | 400                             |
| 3   | Turkiet      | 300                             |
| 4   | Spanien      | 280                             |
| 5   | Österrike    | 200                             |
| 6   | Slovakien    | 200                             |
| 7   | Brasilien    | 150                             |
| 8   | Australien   | 130                             |
| 9   | Grekland     | 115                             |
| 10  | Nordkorea    | 80                              |
| 11  | Indien       | 60                              |
| —   | Andra länder | 110                             |